# Países megadiversos

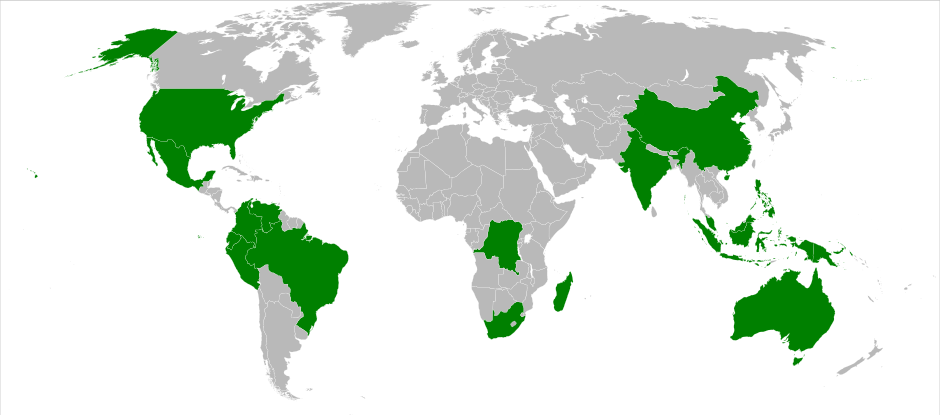
Os 17 países megadiversos, segundo o World Conservation Monitoring Centre

Os países megadiversos são um grupo de países que abrigam a maioria das espécies da Terra e são, portanto, considerado extremamente biodiversos. A Conservação Internacional identificou 17 países megadiversos, a maioria localizada nos trópicos.
Em 2002, uma organização independente denominada Países Megadiversos Afins foi formada no México, sendo constituída por países ricos em diversidade biológica e dos conhecimentos tradicionais associados. Esta organização não inclui todos os países megadiversos identificados pelo Centro de Monitoramento de Conservação Ambiental da ONU.

## Países megadiversos
Por ordem alfabética, os 17 países são:
| - África do Sul - Austrália - Brasil - China - Colômbia - Equador | - Estados Unidos - Filipinas - Índia - Indonésia - Madagáscar - Malásia | - México - Papua-Nova Guiné - Peru - República Democrática do Congo - Venezuela |

## Reunião de Cancún
Em 18 de Fevereiro de 2002, os ministros do Meio Ambiente e os delegados do Brasil, China, Colômbia, Costa Rica, Índia, Indonésia, Quênia, Filipinas, México, Nepal, Peru, África do Sul e Venezuela reunidos na cidade de Cancún, no México. Estes países declararam a criação de um grupo de um mecanismo de consulta e cooperação para que os seus interesses e prioridades relacionadas à conservação e utilização sustentável da diversidade biológica. Eles também declararam que apelam aos países que não se tornaram membros da Convenção sobre Diversidade Biológica, do Protocolo de Cartagena sobre Biossegurança e do Protocolo de Quioto sobre alterações climáticas para que se tornem membros desses acordos.
Ao mesmo tempo, concordaram em reunir-se periodicamente, a nível ministerial e de peritos, e decidiram que após a conclusão de cada reunião ministerial anual, o próximo país anfitrião assumiria o papel de secretário do grupo, para garantir a sua continuidade, o desenvolvimento da cooperação entre estes países e para alcançar os acordos e os objectivos aqui enunciados.
Os atuais países membros da organização da reunião de Cancún são os seguintes países, em ordem alfabética:
| - África do Sul - Bolívia - Brasil - China - Colômbia - Costa Rica | - Equador - Filipinas - Índia - Indonésia - Madagáscar - Malásia | - México - Nepal - Peru - Quênia - República Democrática do Congo - Venezuela |